# Trådskoläst
Trådskoläst (Coryphaenoides filicauda) är en djuphavsfisk i familjen skolästfiskar.  

## Utseende
En avlång fisk med stort, triangulärt huvud med lång överkäke, spetsig nos och trådlikt avsmalnande bakkropp. På grund av levnadssättet är inte mycket känt om arten, men konserverade exemplar är brunaktiga till ljusa med mörk buk. Till skillnad från flera andra skolästfiskar saknar den lysorgan. Kroppslängden kan som mest uppgå till 40 cm.

## Vanor
Arten är en djuphavsfisk som lever på djup mellan 2 500 och 5 000 m.

## Utbredning
Trådskolästen finns i sydvästra Atlanten kring Argentina, östra Indiska oceanen vid Australien och i sydvästra Stilla havet omkring Nya Zeeland.